# Eduard Giese
Pour les articles homonymes, voir Giese.
Eduard Giese (né le 17 mars 1848 à Gotha et mort le 16 septembre 1916 à Oschatz) est un juge allemand et député du Reichstag.

## Biographie
Giese étudie au lycée Ernest de Gotha (de). Il étudie le droit dans les universités d'Iéna et de Leipzig, puis est avocat stagiaire à Dresde, Lengenfeld, Grimma et Leipzig. En 1879, il devient assesseur à Sebnitz et à partir de 1er octobre 1879 magistrat. À partir de 1887, il est premier magistrat à Oschatz, depuis 1902 et depuis 1910. Il est également membre du conseil de l'église d'Oschatz et de plusieurs autres associations publiques.
Giese est député du Reichstag pour la 11e circonscription saxonne d'octobre 1889 à 1893 et de 1907 à 1916.

## Honneurs
- Conseil de justice secrète (1910)
- Ordre du mérite civil (Saxe), croix de chevalier de 1re classe
- Ordre d'Albert, Croix d'officier
- Ordre de l'Aigle rouge de 3e classe